# Limnophora exul
Limnophora exul är en tvåvingeart som beskrevs av Samuel Wendell Williston  1896. Limnophora exul ingår i släktet Limnophora och familjen husflugor. Inga underarter finns listade i Catalogue of Life.